# Căpâlna (gmina)
Căpâlna – gmina w Rumunii, w okręgu Bihor. Obejmuje miejscowości Căpâlna, Ginta, Rohani, Săldăbagiu Mic i Suplacu de Tinca. W 2011 roku liczyła 1663 mieszkańców.